# طنفوشيات
الطنفوشيات أو متطفل البيوض الدقيق الناعم(الاسم العلمي: Trichogrammatidae)، فصيلة دبابير من غشائيات الأجنحة المخصورة التي تضم بعضًا من أصغر الحشرات، ومعظم أنواعها البالغة يقل حجمها عن 1 مم. تضم أكثر من 840 نوعًا ضمن حوالي 80 جنسًا؛ تنتشر في جميع أنحاء العالم. جميعها نافعة تتطفل على مكن الحشرات من مختلف الفصائل.